# Маслинови
Маслинови (Oleaceae) е семейство покритосеменни растения от разред Lamiales. Включва 24 рода и около 600 вида храсти и дървета, по-рядко лиани, разпространени по целия свят, но с най-голяма концентрация в Югозападна Азия и Австралия.

## Родове
- Abeliophyllum
- Chionanthus
- Comoranthus
- Dimetra
- Fontanesia
- Forestieria
- Forsythia – Форзиция
- Fraxinus – Ясен
- Haenianthus
- Jasminum
- Ligustrum
- Menodora
- Myxopyrum
- Nestegis
- Noronhia
- Notelaea
- Nyctanthes
- Olea – Маслина
- Osmanthus
- Phillyrea
- Picconia
- Priogymnanthus
- Schrebera
- Syringa – Люляк